# Good Sunday
Good Sunday (em coreano: 일요일이 좋다) foi um programa de realidade-variedade sul-coreano exibido pela emissora SBS, competindo diretamente com o Sunday Night da MBC e o Happy Sunday da KBS2. O Good Sunday consistiu em uma linha de programas ou segmentos exibidos dentro dele. Contudo, sua exibição foi encerrada em 19 de março de 2017, onde optou-se pela exibição de programas individuais divididos em duas partes a fim de serem inseridos propagandas comerciais.

## História
Antes do Good Sunday, o Ultra Sunday Hurray! (초특급 일요일만세) começou a ser transmitido pela SBS em 18 de março de 2001. Posteriormente em 20 de janeiro de 2002 foi ao ar o Show! Sunday World (쇼!일요천하) e em 14 de julho de 2002 o Beautiful Sunday (뷰티풀 선데이), que foi exibido até 28 de março de 2004 quando o Good Sunday passou a ser exibido com uma programação nova e popular. A partir de 11 de julho de 2010, o programa começou a ser exibido em alta definição pela primeira vez. Ao longo de sua transmissão, o Good Sunday teve variações de tempo de duração e em determinadas datas, foi exibido inteiro e em outras passou a ir ao ar em duas partes.

## Tempo de transmissão
- 28 de março de 2004 - 29 de outubro de 2006 (17:50 - 20:00 ; 2 horas e 10 minutos)
- 05 de novembro de 2006 - 04 de novembro de 2007 (17:30 - 18:40 ; 1 hora 10 minutos)
- 11 de novembro de 2007 - 18 de maio de 2008 (17:30 - 20:00 ; 2 horas e 30 minutos)
- 25 de maio de 2008 – 21 de agosto de 2011 (17:20 - 20:00 ; 2 horas e 40 minutos)
  - 27 de julho de 2008 - 11 de julho de 2010; 20 de março de 2011 – 08 de maio de 2011 (17:20 - 18:40 ; 1 hora e 20 minutos ; Parte 1)
  - 27 de julho de 2008 - 23 de março de 2010; 11 de julho de 2010; 20 de março de 2011 – 01 de maio de 2011 (18:50 - 20:00 ; 1 hora e 10 minutos ; Parte 2)
  - 18 de julho de 2010 – 13 de março de 2011 (17:20 - 18:35 ; 1 hora e 15 minutos ; Parte 1)
  - 18 de julho de 2010 – 13 de março de 2011 (18:45 - 20:00 ; 1 hora e 15 minutos ; Parte 2)
- 28 de agosto de 2011 – 04 de dezembro de 2011 (17:05 - 20:00 ; 2 horas e 55 minutos)
  - 25 de setembro - 27 de novembro de 2011 (17:05 - 18:30 ; 1 hora e 25 minutos ; Parte 1)
  - 25 de setembro - 27 de novembro de 2011 (18:40 - 20:00 ; 1 hora e 20 minutos ; Parte 2)
- 11 de dezembro de 2011 - 11 de novembro de 2012 (17:00 - 20:00 ; 3 horas)
- 18 de novembro de 2012 – 17 de novembro de 2013 (16:55 - 20:00 ; 3 horas e 5 minutos)
- 24 de novembro de 2013 - 13 de abril de 2014 (16:40 - 20:00 ; 3 horas e 20 minutos)
- 04 de maio - 17 de agosto de 2014 (16:10 - 20:00 ; 3 horas e 50 minutos)
- 24 de agosto de 2014 – presente (16:50 - 20:00 ; 3 horas e 10 minutos)
  - 20 de março de 2016 - presente (16:50 - 18:25 ; 1 hora e 35 minutos ; Parte 1)
  - 20 de março de 2016 - presente (18:30 - 20:00 ; 1 hora e 30 minutos ; Parte 2)

## Segmentos antigos

### Running Man
- Elenco: Yoo Jae-suk, Haha, Ji Suk-jin, Kim Jong-kook, Lee Kwang-soo, Song Ji-hyo

Running Man (Coreano: 런닝맨), foi exibido pela primeira vez em 11 de julho de 2010, sendo atualmente o programa mais longo do Good Sunday, ultrapassando X-man em 23 de fevereiro de 2013 com 216 episódios. É classificado como um programa de variedades de jogos, onde os MCs e convidados completam missões a fim de ganhar a corrida.

### Flower Crew
- Exibição: 27 de novembro de 2016 – 19 de março de 2017
- Elenco: Seo Jang-hoon, Jo Se-ho, Ahn Jung-hwan, Yoo Byung-jae, Kang Seung-yoon

Flower Crew (Coreano: 꽃놀이패) é um programa de experiências de viagem onde seis participantes tem a sua sorte e destino alterados a partir dos votos do público. Sua primeira transmissão como um piloto ocorreu em 15 e 16 de julho de 2016. Entre 5 de setembro e 21 de novembro foi ao ar nas noites de segunda feira. Em 27 de novembro de 2016 substituiu o programa Fantastic Duo.

### Fantastic Duo
- Exibição: 17 de abril de 2016 – 20 de novembro de 2016
- Elenco: Jun Hyun-moo, vários cantores

Fantastic Duo (Coreano: 판타스틱 듀오) é um programa de competição com cantores que colaboram com pessoas comuns. Sua primeira transmissão como um piloto se deu 9 de fevereiro de 2016, o programa foi exibido de 17 de abril a 20 de novembro de 2016, substituindo "K-pop Star 5".

### K-pop Star 5
- Exibição: 22 de novembro de 2015 – 10 de abril de 2016
- Elenco: Jun Hyun-moo, Park Jin-young, Yang Hyun-suk, You Hee-yeol

Survival Audition K-pop Star 5 (Coreano: 서바이벌 오디션 K팝스타 4) é a quinta temporada do programa de audições K-pop Star, com a volta dos juízes Park Jin-young, Yang Hyun-suk e You Hee-yeol. Seu retorno para uma nova temporada ocorreu em 22 de novembro de 2016, substituindo Take Care of My Dad.

### Take Care of My Dad
- Exibição: 26 de abril – 1 de novembro de 2015
- Elenco: Lee Kyung-kyu, Kang Seok-woo, Cho Jae-hyun, Jo Min-ki

Take Care of My Dad (Coreano: 아빠를 부탁해) foi um programa de realidade caracterizado por pais celebridades que não se expressavam muito e sua interação com suas filhas na vida diária. Sua primeira transmissão ocorreu em 20 de fevereiro de 2015. E mudou-se para o Good Sunday em 26 de abril de 2015, substituindo  K-pop Star 4 .

### K-pop Star 4
- Exibição: 23 de novembro de 2014 – 19 de abril de 2015
- Elenco: Jun Hyun-moo, Park Jin-young, Yang Hyun-suk, You Hee-yeol

Survival Audition K-pop Star 4 (Coreano: 서바이벌 오디션 K팝스타 4) é a quarta temporada do programa de audições K-pop Star, com a volta dos juízes Park Jin-young, Yang Hyun-suk e You Hee-yeol. Seu retorno para uma nova temporada ocorreu em 23 de novembro de 2014 substituindo Roommate.

### Roommate
- Exibição: 4 de maio – 16 de novembro de 2014 (no Good Sunday)
- Elenco: Chanyeol, Hong Soo-hyun, Park Bom, Jo Se-ho, Lee Dong-wook, Lee So-ra, Nana, Park Min-woo, Seo Kang-joon, Shin Sung-woo, Song Ga-yeon[1]

Roommate (Coreano: 룸메이트) é um programa de realidade onde onze celebridades vivem juntas, compartilhando os espaços comuns como cozinha, sala de visitas e banheiros com o objetivo de mostrá-los vivendo juntos sob um mesmo teto. Roommate substituiu K-pop Star 3, sendo exibido pela primeira vez em 04 de maio de 2014. Com o retorno do K-pop Star ao Good Sunday, o programa passou para as terças feiras e como um programa autônomo a partir de 25 de novembro de 2014.

### K-pop Star 3
- Exibição: 24 de novembro de 2013 – 13 de abril de 2014
- Elenco: Jun Hyun-moo, Park Jin-young, Yang Hyun-suk, You Hee-yeol[2]

Survival Audition K-pop Star 3 (Coreano: 서바이벌 오디션 K팝스타 3) é a terceira temporada do programa de audições K-pop Star, com a volta dos juízes Park Jin-young, Yang Hyun-suk e o novo juíz You Hee-yeol. Seu retorno para uma nova temporada ocorreu em 24 de novembro de 2013 substituindo Barefooted Friends.

### Barefooted Friends
- Exibição: 21 de abril – 17 de novembro de 2013
- Elenco: Kang Ho-dong, Yoon Jong-shin, Kim Bum-soo, Kim Hyun-joong, Yoon Shi-yoon, Eunhyuk, Uee[3]

Barefooted Friends (Coreano: 맨발의 친구들) é um programa de variedades com Kang Ho-dong, que retornou ao  Good Sunday após deixar X-Man em abril de 2007. Os membros viajam para países estrangeiros a fim de experimentar a "real felicidade" com os habitantes locais. O primeiro programa foi transmitido em 21 de abril de 2013, substituindo K-pop Star 2.

### K-pop Star 2
- Exibição: 18 de novembro de 2012 – 14 de abril de 2013
- Elenco: Yoon Do-hyun, Boom, BoA, Park Jin-young, Yang Hyun-suk[4]

Survival Audition K-pop Star 2 (Coreano: 서바이벌 오디션 K팝스타 2) é a segunda temporada do programa de audições K-pop Star, com a volta dos juízes BoA, Park Jin-young e Yang Hyun-suk. O programa retornou para uma nova temporada em 18 de novembro de 2012 substituindo Law of the Jungle 2.

### Kim Byung-man's Law of the Jungle 2
- Exibição: 06 de maio – 11 de novembro de 2012 (no Good Sunday)
- Elenco: Kim Byung-man, Jeon Hye-bin, Jeong Jinwoon, Noh Woo-jin, Park Jung-chul, Ricky Kim, Ryu Dam[5]

Kim Byung-man's Law of the Jungle 2 (Coreano: 김병만의 정글의 법칙 시즌2) é um programa documentário de realidade com o comediante Kim Byung-man e sua tribo enquanto exploram e sobrevivem na natureza. Com locações em Vanuatu, Sibéria na Rússia, e Madagascar. O programa foi exibido pela primeira vez em 06 de maio de 2012 substituindo K-pop Star, porém seu último episódio foi exibido na sexta feira para abrir caminho para K-pop Star 2 que foi ao ar no mesmo horário desde então.

### K-pop Star
- Exibição: 04 de dezembro de 2011 – 29 de abril de 2012
- Elenco: Yoon Do-hyun, Boom, BoA, Park Jin-young, Yang Hyun-suk[6]

Survival Audition K-pop Star (Coreano: 서바이벌 오디션 K팝스타) é um programa de audições com as três maiores companhias de entretimento sul-coreanas (SM, YG e JYP). Onde pessoas ao redor do mundo participam de uma audição para se tornar a próxima estrela do K-pop, julgados pelos representantes de cada companhia (BoA, Park Jin-young e Yang Hyun-suk), com o vencedor podendo escolher com qual empresa assinar além de prêmios em dinheiro. O primeiro episódio foi exibido em 04 de dezembro de 2011 substituindo BIGsTORY.

### Big Story
- Exibição: 28 de agosto – 27 de novembro de 2011
- Elenco: Shin Dong-yup, Lee Soo-kyung, Shin Bong-sun, Lee Kyu-han, Sean Lee

Diet Survival BIGsTORY (Coreano: 다[이어트 서바이벌 빅토리) é um programa de sobrevivência com o "Rei da dieta" Sean Lee. Vinte pessoas obesas passam por treinamento intenso e dietas para "mudar seu corpo, mudar sua vida", com o vencedor recebendo cem milhões de wons, um carro e prêmios. O título "BIGsTORY" soa como a palavra "victory" em coreano. Sendo a "big" "story" (grande história, em português) que essas pessoas terão, e a victory (vitória em português) é o que alcançarão. O primeiro programa foi transmitido em 28 de agosto de 2011, substituindo Kim Yu-na's Kiss & Cry.

### Kim Yuna's Kiss & Cry
- Exibição: 22 de maio – 21 de agosto de 2011
- Elenco: Kim Yuna, Shin Dong-yup, IU, Jin Ji-hee, Kim Byung-man, Krystal, Lee Ah-hyun, Lee Kyou-hyuk, Park Joon-geum, Seo Ji-seok, Son Dam-bi, U-Know Yun-ho

Kim Yuna's Kiss & Cry (Coreano: 김연아의 키스 앤 크라이) é um programa de audição de sobrevivência com a campeã de patinação artística, Kim Yuna. Dez celebridades e dez patinadores profissionais formam casais e se desafiam na patinação artística a fim de tornar-se a equipe vencedora, que possui o intuito de realizar uma apresentação especial no gelo com Kim Yuna no mês de agosto. O primeiro programa foi transmitido em 22 de maio de 2011, substituindo Heroes. Uma segunda temporada foi programada para abril de 2012, porém o programa acabou sendo adiado devido a agenda de compromissos de Kim Yuna.

### Heroes
- Exibição: 18 de julho de 2010 – 1 de maio de 2011
- Elenco: Noh Hong-chul, Lee Hwi-jae, Noh Sa-yeon, Ji-yeon, Seo In-young, Kahi, Hong Soo-ah, Lee Jin, Shin Bong-sun, IU, Yoo In-na, Nicole, Narsha, Jung Ga-eun

Heroes (Coreano: 영웅호걸; Hanja: 英雄豪傑) é um programa de variedades sobre um grupo de garotas, foi exibido pela primeira vez em 18 de julho de 2010, substituindo Gold Miss is Coming. É classificado como um programa de "variedades que busca popularidade", onde celebridades femininas competem para descobrir quais delas são as mais populares entre os cidadãos. O programa terminou em 1 de maio de 2011, devido a sua baixa audiência.

### Family Outing 2
- Exibição: 21 de fevereiro – 11 de julho de 2010
- Elenco: Kim Won-hee, Yoon Sang-hyun, Ji Sang-ryeol, Shin Bong-sun, Yoona, Taecyeon, Jo Kwon, Heechul, Jang Dong-min

Family Outing Season 2 (Coreano: 패밀리가 떴다 2) é a segunda temporada do programa Family Outing. Ele apresentou um conceito diferente, além de elenco e equipe de produção. Devido a baixa audiência foi encerrado em 11 de julho de 2010.

### Gold Miss is Coming
- Exibição: 12 de outubro de 2008 – 6 de junho de 2010
- Elenco: Noh Hong-chul, Yang Jung-a, Lee In-hae, Song Eun-ee, Park So-hyun, Shin Bong-sun, Hyun Young, Seo Yu-jung[7]

Gold Miss is Coming (Coreano: 골드미스가 간다) (também conhecido como Gold Miss Diaries) é um reality show onde 6 "Senhoritas de ouro" estão em uma missão para encontrar um marido. Eles viverão uns com os outros durante 2 dias na "Casa do Ouro" e através de jogos, quem quiser ganhar terá a oportunidade de namorar alguém.

### Family Outing
- Exibição: 15 de junho de 2008 – 14 de fevereiro de 2010
- Elenco: Yoo Jae-suk, Yoon Jong-shin, Daesung, Lee Hyori, Kim Su-ro, Kim Jong-kook, Park Si-yeon, Park Hae-jin, Park Ye-jin, Lee Chun-hee

Family Outing (Coreano: 패밀리가 떴다) foi exibido pela primeira vez em 15 de junho de 2008, conquistando a maior audiência no domingo. Family Outing é um reality show, onde "a família" do programa, composta por celebridades e artistas coreanos, vai para a casa de um idoso. Estes idosos saem de férias, enquanto a "família" assume as tarefas atribuídas pela família idosa. Durante suas tarefas, devem cozinhar as refeições por si mesmos e participar de jogos nas redondezas. No final de sua estadia, "a família" recebe os donos da casa novamente e seguem para seu próximo destino.

### Change
- Exibição: 17 de fevereiro – 15 de outubro de 2008
- Elenco: Shin Dong-yup, Shin Bong-sun, Kangin, Noh Hong-chul

Change (Coreano: 체인지) é um programa onde as celebridades recebem um "rosto novo" e são enviadas para viver um dia como uma pessoa diferente.

### Find Mr. Kim
- Exibição: 10 de fevereiro – 24 de fevereiro de 2008
- Elenco: Seo Kyung-suk, Yoon Jung-su, Kim Sung-su, Moon Hee-jun, Alex, Charles

Find Mr. Kim (Coreano: 김서방을 찾아라) é um programa sobre entrega de pacotes para pessoas de todo o mundo.

### Meet the In-Laws
- Exibição: 11 de novembro de 2007 – 20 de julho de 2008
- Elenco: Nam Hee-seok, Han Young

Meet the In-Laws (Coreano: 사돈 처음 뵙겠습니다) é um programa sobre noivas estrangeiras que conhecem seus sogros e membros da família pela primeira vez.

### Mission Impossible
- Exibição: 11 de novembro de 2007 – 8 de junho de 2008
- Elenco: Yoo Jae-suk, Shin Jung-hwan, Yoon Jong-shin

Mission Impossible (Coreano: 기적의 승부사/기승史) (também conhecido como Miraculous Victory and Defeat) é um programa onde dois times, um formado por celebridades e outro por apresentadores, completam tarefas com 10 chances de sucesso. Devido a baixa audiência, seu título foi mudado para "기승史", um programa de costume histórico, com um conceito de dois times competindo por diversão.

### Explorers of the Human Body
- Exibição: 11 de novembro de 2007 – 3 de fevereiro de 2008
- Elenco: Shin Dong-yup, Super Junior

Explorers of the Human Body (Coreano: 인체탐험대) apresenta o Super Junior enquanto investigam partes do corpo humano. Devido a agenda de compromissos do grupo, o programa foi cancelado após o plano de uma segunda temporada. Explorers of the Human Body, foi um dos programas de maior audiência na linha de conteúdo cômico e educacional.

### Good Sunday Old TV
- Exibição: 17 de junho – 4 de novembro de 2007
- Elenco: Yoo Jae-suk, Shin Jung-hwan, Yoon Jong-shin, Haha, Han Young, Kim Ju-hee

Old TV (Coreano: 일요일이 좋다 옛날 TV) apresenta celebridades do passado e mostra como a televisão foi transmitida em seus dias. Este programa foi o último a ter um espaço independente de 70 minutos no Good Sunday.

### Good Sunday Haja! Go
- Exibição: 15 de abril – 10 de junho de 2007
- Elenco: Yoo Jae-suk, Park Myung-su, Shin Jung-hwan, Haha

Haja! GO (Coreano: 일요일이 좋다 하자!GO) chamado de o primeiro programa de variedades de efeito cômico, onde convidados jogam jogos espirituosos. Foi acusado de plagiar um programa da emissora Fuji TV do Japão e foi cancelado.

### New X-man Good Sunday
- Exibição: 5 de novembro de 2006 – 8 de abril de 2007
- Elenco: Yoo Jae-suk, Kang Ho-dong, Lee Hyuk-jae

New X-man (Coreano: X맨 일요일이 좋다) é um programa com uma versão renovada do X-man, onde o X-man é decidido através de uma pesquisa com outras celebridades em um determinado tópico, o time que tivesse o X-man perde no final.

### Bungee Song King/S-MATCH
- Exibição: 27 de agosto – 29 de outubro de 2006
- Elenco: Tak Jae-hoon, Park Su-hong, Yoon Jung-su

Bungee Song King and S-MATCH (Coreano: 번지 노래왕/에스-메치) são dois programas especiais feitos com o intuito de preencher a ausência do  Roundly Roundly.

### Roundly Roundly
- Exibição: 30 de abril – 13 de agosto de 2006
- Elenco: Tak Jae-hoon, Park Su-hong, Yoon Jung-soo, Im Hyung-joon

Roundly Roundly (Coreano: 둥글게 둥글게) é um programa onde os apresentadores e seus convidados precisam pensar como uma criança e compreendê-las mais.

### X-man
- Exibição: 10 de outubro de 2004 – 29 de outubro de 2006 (no Good Sunday)
- Elenco: Yoo Jae-suk, Kang Ho-dong, Lee Hyuk-jae

X-man (Coreano: X맨) é um dos programas de variedades mais famosos do país. Diversas celebridades colaboram em dois times e duelam entre si. O objetivo principal é encontrar o X-man; Além disso, uma celebridade é escolhida aleatóriamente a fim de sabotar as chances de seus colegas de time vencerem.

### Reverse Drama
- Exibição: 8 de agosto de 2004 – 23 de abril de 2006
- Elenco: Diversas celebridades

Reverse Drama (Coreano: 대결! 반전드라마/반전극장) (também conhecido como Banjun Drama) apresenta dois mini-dramas que possuem finais "invertidos". O final é geralmente surpreendente e não esperado pelo público. Eles competem entre si por votos online.

### Yoo Jae-suk and Fullness of the Heart
- Exibição: 30 de maio – 19 de setembro de 2004
- Elenco: Yoo Jae-suk, Shin Jung-hwan, Ji Sang-ryul, Nam Chang-hee, Kim Chong-suk

Yoo Jae-suk and Fullness of the Heart (Coreano: 유재석과 감개무량) predecessor do programa Infinite Challenge.

### Medical Non-Fiction! Last Warning
- Exibição: 30 de maio – 1 de agosto de 2004
- Elenco: Kang Ho-dong, Lee Hwi-jae

Medical Non-Fiction! Last Warning (Coreano: 메디컬 논픽션! 최종경고) é um programa informativo onde celebridades revivem sintomas a fim de informar sobre doenças aos telespectadores.

### Star Olympiad
- Exibição: 2 de maio – 23 de maio de 2004
- Elenco: Kang Ho-dong, Lee Hwi-jae

Star Olympiad (Coreano: 스타 올림피아드) é um programa onde times de celebridades competem em provas.

### Healthy Men and Women
- Exibição: 28 de março – 25 de abril de 2004
- Elenco: Kang Ho-dong, Lee Hwi-jae, Shin Jung-hwan, Yoo Jae-suk

Healthy Men and Women (Coreano: 건강남녀) classificado como um programa de "fantasia de amor", apresentadores e convidados lutam pelo amor um do outro através de atuações cômicas.

### Waving the Korean Flag
- Exibição: 28 de março – 23 de maio de 2004
- Elenco: Yoo Jae-suk, Ji Sang-ryul

Waving the Korean Flag (Coreano: 태극기 휘날리며) é um programa apresentando atletas sul-coreanos famosos.

### Shin Dong-yeop's Love's Commissioned Mother
- Exibição: 28 de março – 3 de outubro de 2004
- Elenco: Shin Dong-yup

Shin Dong-yeop's Love's Commissioned Mother (Coreano: 신동엽의 사랑의 위탁모) é um programa onde celebridades femininas "adotam" criança(s) e os educa ao longo de uma semana. É o antecessor do programa Our Children Have Changed.